# 斯蒂芬·兰伯特
斯蒂芬·兰伯特（英語：Stephen Lambert，1979年12月21日—），澳大利亚前男子曲棍球运动员。他曾代表澳大利亚国家队参加2008年夏季奥林匹克运动会曲棍球比赛，获得一枚铜牌。